# گروه سعودی پژوهش و بازاریابی
گروه سعودی پژوهش و بازاریابی (به عربی: المجموعة السعودية للأبحاث والتسويق) شرکت رسانه‌ای عربستانی است، که در سال ۱۹۸۷ میلادی توسط دو برادر به نام‌های هشام حافظ و محمدعلی حافظ و با حمایت احمد بن سلمان بن عبدالعزیز بنیان گذاشته شد. دفتر مرکزی این شرکت در شهر ریاض است.
این گروه بیشتر در زمینهٔ چاپ و انتشار نشریات عرب زبان فعال است؛ روزنامه‌های عرب‌زبان و انگلیسی‌زبان جهان عرب مانند الشرق الاوسط، الاقتصادیه، عرب نیوز و همچنین نشریاتی مانند هی، المجله، سیّدتی و الرّجل متعلق به این گروه عظیم رسانه‌ای سعودی است.
۲۹ درصد سهام این شرکت متعلق به کینگدم هولدینگ کمپانی است که مالک بسیاری از رسانه‌های جهان عرب می‌باشد و ۵ درصد از سهام آن نیز در اختیار محمد العمودی است.